# Tire-au-flanc (film, 1912)
Pour les articles homonymes, voir Tire-au-flanc.
Pour plus de détails, voir Fiche technique et Distribution.
Tire-au-flanc est un film français muet réalisé en 1912 par Georges Lordier. Il s'agit de la première adaptation à l'écran de la pièce à succès écrite en  1904 par André Sylvane et André Mouëzy-Éon, qui sera suivie de quatre autres adaptations cinématographiques, en 1928 par Jean Renoir, en 1933 par Henry Wulschleger, en 1950 par Fernand Rivers et en 1961 par François Truffaut et Claude de Givray.

## Histoire
En 1912, Georges Lordier, qui possédait déjà plusieurs salles, rachète le cinéma « Le Bourdon » situé dans le 10e arrondissement de Paris et le rebaptise « Paris-Ciné ». Afin de mettre à l'affiche un film dont le succès sera garanti, il s'est mis d'accord avec les auteurs André Sylvane et André Mouëzy-Éon pour réaliser une version filmée de leur pièce à succès Tire-au-flanc qui était restée quatre ans à l'affiche du théâtre Déjazet. Ce film muet reprend l'argument et les principales situations de la pièce, dont il conserve les comédiens et la distribution des rôles. À la sortie du film, le directeur du Déjazet, Georges Rolle, assigne en justice Sylvane, Mouëzy-Éon, Lordier et sa société de production pour en interdire la projection ; si son action est reconnue admissible, le tribunal estime qu'il n'y a pas lieu d'interdire la représentation cinématographique. En décembre 1912, le film est à l'affiche de treize salles parisiennes et fait une carrière foudroyante

## Synopsis
Jean Dubois d'Ombelles, un jeune homme de bonne famille, poète à ses heures, est appelé à faire son service militaire. Sa tante, Madame Blandin, invite le colonel Brochard à déjeuner dans l'intention de lui recommander son jeune neveu. Mais le repas tourne au fiasco par la faute de son domestique Joseph Turlot qui, tout énervé à l'idée de devoir se séparer de sa bien-aimée la cuisinière Georgette car lui aussi appelé sous les drapeaux, renverse la saucière sur l'uniforme du colonel.
Lorsque Dubois d'Ombelles et Turlot se présentent le lendemain à la caserne, Jean est la cible des railleries et des vexations de ses congénères. Joseph quant à lui parvient à faire engager Georgette comme cantinière du régiment, ce qui lui permet de la faire venir le soir dans sa chambrée. Tandis que Jean a maille à partir avec la terreur du régiment, et de surcroît l'infortune de surprendre sa cousine et fiancée Solange en galante conversation avec le lieutenant Daumel. Évidemment, tout se termine bien et Jean finit par trouver l'amour en la personne de son autre cousine Lili.

## Distribution
- Armand Morins : Joseph Turlot[4]
- Bérangère : Solange[5],[4]
- Georges Coquet : le colonel Brochard
- Andrée Coquet (Marly) : Georgette
- Lecomte : Jean Dubois d'Ombelles
- Lola Noyr : Madame Blandin
- Vildor : le caporal Bourrache
- Marcel Simon[5]